# Нађдорог
Нађдорог (мађ. Nagydorog) је село у Мађарској, у жупанији Толна. Нађдорог је родно место глумице Вилме Банки (1901–1991).

## Географија

### Локација
Налази се у северној половини округа Толна, 20 километара западно од Пакша, 18 километара јужно од Цеце. Кроз њега пролазе магистрални пут 63 који повезује Сексард са Секешфехерваром и пут 6232 између Пакш-Шарсентлеринц. Са Ђеркењом је повезан путем 6236. Кроз западни део насеља пролази железничка линија Шарбогард-Баташек број 46 МАВ-а, железничкој станици Нађдорог се стиже путем са пута 62315, који се одваја од пута 6232. Пут 62 902 је такође означен као државни јавни пут, као петоцифрени споредни пут, овај једва 200 метара дугачак део пута излази на аутопут 63 и омеђује троугласти парк Кошут тер са запада.

## Историја
Први писани помен насеља потиче из 1397. године. Краљ Жигмонд је потом дао породици Канижа дворац Шимонторња и сродна имања, међу којима се налази и Дорог. Касније, током 15. века, село је прешло у власништво породице Гарај, а затим је неколико пута мењало власника током турског доба. За то време је за кратко време депопулација. Од средине 16. века на иницијативу Михаља Стараија организована је јака реформаторска заједница. За време владавине Марије Терезије изграђена је школа у Ђеркењу. Од 1777. године насеље је прешло у власништво породице Сечењи. Породица је изградила замак, водоторањ, млин, електрану и дестилерију. Железничка пруга је изграђена 1883. године, која је повезивала село са железничким саобраћајем.

## Становништво
Током пописа 2011. године, 91,8% становника изјаснило се као Мађари, 8% као Роми, 0,2% као Хрвати, 3,4% као Немци, 0,7% као Румуни и 0,2% као Срби (8,1% се није изјаснило, укупно може бити већи од 100% због двојног идентитета). 
Верска дистрибуција је била следећа: римокатолици 38,5%, реформисани 26,5%, лутерани 4,7%, неденоминациони 9,4% (14,1% се није изјаснило).